# 8729 Descour
A 8729 Descour (ideiglenes jelöléssel 1996 VZ12) a Naprendszer kisbolygóövében található aszteroida. A Spacewatch program keretében fedezték fel 1996. november 5-én.